# Салентин Ернст фон Мандершайд-Бланкенхайм
Салентин Ернст фон Мандершайд-Бланкенхайм (на немски: Salentin Ernst von Manderscheid-Blankenheim; * 16 август 1630; † 18 февруари 1705) е граф на Мандершайд–Бланкенхайм (1644 – 1694) и от 1652 г. граф на Зайн-Хахенбург.
Той е син на граф Йохан Арнолд фон Мандершайд-Бланкенхайм (1606 – 1644) и съпругата му графиня Антония Елизабет фон Мандершайд-Геролщайн (1607 – 1638), дъщеря на граф Карл фон Мандершайд-Геролщайн (1574 – 1649) и графиня Анна Салома фон Мандершайд-Шлайден-Вирнебург (1578 – 1648).
Салентин Ернст се жени през 1651 г. за графиня Ернестина Салентина фон Зайн-Витгенщайн (1626 – 1661), наследничка на частта Хахенбург на графство Сайн. От 1652 г. Салентин Ернст заедно със съпругата си Ернестина поема регентството на графството Зайн-Хахенбург.
Той се жени втори път на 12 декември 1662 г. за протестантката Юлиана Кристина Елизабет фон Ербах-Ербах (1641 – 1692). Той подарява през 1666 г. манастир Мариентал във Вестервалд.

## Деца
Салентин Ернст се жени на 13 октомври 1651 г. за графиня Ернестина Салентина фон Зайн-Витгенщайн (* 23 април 1626; † 13 октомври 1661), дъщеря на граф Ернст фон Сайн-Витгенщайн (1594 – 1632) и графиня Луиза Юлиана фон Ербах (1603 – 1670). Те имат децата:
- Анна Луиза (1654 – 1692), омъжена на 24 октомври 1675 г. в Хахенбург за княз Мориц Хайнрих фон Насау-Хадамар (1626 – 1679)
- Максимилиан Йозеф Фердинанд (1655 – 1675 в Рим)
- Анна Салома († 1739)
- Франциска Елеонора Клара (1657 – 1714), омъжена за Антон Леополд фон Пьотинг-Рабенщайн
- Магдалена Христина (1658 – 1715), омъжена на 7 септември 1673 г. за бургграф Георг Лудвиг фон Кирхберг (1626 – 1686)
- Салома София Урсула (1659 – 1678), омъжена на 10 септември 1675 г. в Хахенбург за граф Лудвиг Фридрих фон Вид (1656 – 1709)
- Юлиана Маргарета († 1674)

Салентин Ернст се жени втори път на 12 декември 1662 г. за протестантката Юлиана Кристина Елизабет фон Ербах-Ербах (* 10 септември 1641; † 26 ноември 1692), дъщеря на граф Георг Албрехт I фон Ербах (1597 – 1647) и Елизабет Доротея фон Хоенлое-Шилингсфюрст (1617 – 1655). Те имат децата:
- Йоханета Франциска (1663 – 1704), омъжена I. на 4 октомври 1685 г. за граф Фердинанд Максимилиан фон Ритберг (1653 – 1687), II. на 28 декември 1692 г. за граф Арнолд Мориц Вилхелм (Филип Конрад) фон Бентхайм-Щайнфурт (1663 – 1701)
- Анна Юлиана Хелена (1665 – 1717)
- Катарина Шарлота (1666)
- Мария Клара Филипина Фелицитас (1667 – 1751), омъжена за граф Албрехт Евсебиус фон Кьонигсег-Ротенфелс (1669 – 1736)
- Франц Георг (1669 – 1731), граф на Мандершайд-Бланкенхайм-Геролщайн, женен за Мария Йохана фон Кьонигсег-Ротенфелс (1679 – 1755)
- Мария Ернестина Луиза
- Филип Фридрих (1672)
- Шарлота Ернестина (1673 – 1740)
- Елеонора Мариа Ернестина (1674 – 1740)
- Йохан Мориц Густав фон Мандершайд-Бланкенхайм (1676 – 1763), епископ на Винер Нойщат (1722 – 1734), архиепископ на Прага (1735 – 1763)
- Йохан Фридрих (1677 – 1731), граф на Мандершайд-Бланкенхайм
- Мария Евгения (1679 – 1727)
- Мария Франциска (1681 – 1752)
- Херман († 1705), граф на Мандершайд-Бланкенхайм, женен за N